# 韓陽
韓 陽（かんよう、1978年10月19日 - ）は、中国・遼寧省瀋陽出身の卓球選手。181 cm、81 kg。東京アート所属（選手兼コーチ）。
卓球選手だった父親の影響で5歳から卓球を始める。1998年には中国ナショナルチームに入るも選手層が厚い中国では出場機会に恵まれず遼寧省体育学院卒業後、東京アートの社長にスカウトされ2000年に来日。2006年5月に日本国籍を取得。同年中国出身の東郷媛と結婚。2006年11月に行われた全日本社会人卓球選手権でシングルス･ダブルスの2冠を獲得。2007年の第49回世界卓球選手権個人戦日本代表に選ばれた。
北京オリンピック（2008年開催）に出場。これは国際卓球連盟・2008年7月発表の世界ランキングで19位となり、国際卓球連盟及び日本卓球協会の規定をクリアしたことによるものである。 2008年広州での第49回世界卓球選手権団体戦では、団体戦7戦全勝で日本の銅メダルに大きく貢献した。
北京オリンピック後に父親を亡くしている。
一児の父親。

## 戦歴
- 2002年3月 第54回東京卓球選手権大会シングル・ダブルス（田中幸信）優勝
- 2003年3月 日本卓球リーグ創立25周年記念大会ドリームチャレンジ・カップ優勝
- 2004年4月 シチズンカップ　第13回日本卓球リーグビッグトーナメント優勝
- 2005年4月 シチズンカップ　第14回日本卓球リーグビッグトーナメント優勝
- 2006年4月 シチズンカップ　第15回日本卓球リーグビッグトーナメント優勝
- 2007年3月 第59回東京卓球選手権大会シングル優勝
- 2007年4月 ITTFプロツアーブラジルオープン　男子シングルス　優勝
- 2007年4月 ITTFプロツアーチリオープン　男子シングルス　優勝
- 2007年4月 シチズンカップ　第16回日本卓球リーグビッグトーナメント優勝
- 2008年2月 ジャパントップ12卓球大会準優勝
- 2008年4月 シチズンカップ　第17回日本卓球リーグビッグトーナメント準優勝
- 2008年2－3月 第49回世界卓球選手権団体戦（広州）男子団体3位
- 2010年3月 第62回東京卓球選手権大会　ダブルス（張一博）優勝